# Clarence Tinker
Clarence Leonard Tinker (ur. 21 listopada 1887, zm. 7 czerwca 1942) – amerykański wojskowy, generał porucznik US Army Air Forces, jeden z pionierów amerykańskiego lotnictwa wojskowego, po ataku na Pearl Harbor dowódca 7 Air Force stacjonującej na Hawajach, pierwszy tak wysokiej rangi oficer, który zginął w akcji podczas wojny na Pacyfiku.

## Życiorys
Clerence L. Tinkler urodził się w misji w pobliżu miejscowości Pawhuska w Osage County w Oklahomie. Jego ojciec, George Edward Tinker, w jednej czwartej Osedż, był dziennikarzem, współzałożycielem „The Oklahoma Magazine”; matką była Sarah Ann Schwagerty. Dzieciństwo spędził w Pawhusce, gdzie uczęszczał do katolickiej szkoły, następnie uczył się w szkole publicznej w Elgin w Kansas. W 1900 roku rozpoczął studia w Haskell Institute w Lawrence, ale ich nie ukończył. Wstąpił do Wentworth Military Academy w Lexington i w 1908 roku uzyskał promocję oficerską.
W latach 1908–1912 służył w paramilitarnych formacjach na Filipinach, następnie, już jako porucznik United States Army na Hawajach, gdzie w 1913 roku ożenił się z Madeleine Doyle i gdzie urodził się ich syn, również Clarence. Podczas I wojny światowej służył w rejonie granicy meksykańskiej i w Kalifornii, w składzie 25. regimentu piechoty, jednego z oddziałów Buffalo Soldiers. Po zakończeniu wojny wykładał przedmioty wojskowe w Polytechnic High School w Riverside. W tym czasie odbył pierwsze treningi lotnicze, a po 1920 roku został przeniesiony do US Army Air Service. W latach 1922–1926 dowodził różnymi jednostkami lotniczymi, w tym 16. dywizjonem obserwacyjnym (16th Observation Squadron) w Fort Riley w Kansas.
W 1926 roku został mianowany attaché lotniczym ambasady Stanów Zjednoczonych w Londynie, w stopniu majora. We wrześniu tegoż roku podczas lotu nad Surrey rozbił samolot, wychodząc z katastrofy z niewielkimi obrażeniami. Pod koniec 1930 roku został pierwszym dowódcą nowo sformowanej 20. Grupy Pościgowej (20th Pursuit Group) stacjonującej na lotnisku Mather Airfield w Sacramento. Zajmował się również teorią wojny powietrznej, w szczególności strategią i taktyką działań jednostek bombowych. W 1940 roku dowodził Southeast Air Base w Tampa na Florydzie. W tym samym roku został awansowany do stopnia jednogwiazdkowego generała (Brigadier General).
Po ataku na Pearl Harbor, w styczniu 1942 roku został wysłany na Hawaje, gdzie objął dowodzenie nad Hawaiian Air Force, od 5 lutego przemianowanymi na 7 Air Force. Jego zadaniem była odbudowa zniszczonych sił powietrznych i utworzenie skutecznego systemu obrony bazy Pearl Harbor.
Wiązało się to z awansem do stopnia generała majora (Major General), którego dostąpił jako pierwszy oficer armii amerykańskiej indiańskiego pochodzenia i do tego pochodzenia otwarcie się przyznający. Podczas bitwy pod Midway osobiście poprowadził podległe mu samoloty bombowe przeciwko japońskiemu zespołowi floty. Jego B-24 był widziany po raz ostatni 7 czerwca 1942 roku w pobliżu Midway, gdy rozbił się o powierzchnię morza. Ciała generała Tinkera nigdy nie odnaleziono, a oficjalnie dowództwo potwierdziło jego śmierć dwa dni później.
Był odznaczony Medalem Żołnierza w 1931 roku, a pośmiertnie otrzymał Medal Sił Lądowych za Wybitną Służbę. Na jego cześć została nazwana Tinker Air Force Base w Oklahomie.